# Omphalanthus baracoensis
Omphalanthus baracoensis là một loài Rêu trong họ Lejeuneaceae. Loài này được Mustelier, Reiner, Maria Elena & Gradst. mô tả khoa học đầu tiên năm 2007.